# Suely May
Julieta Ribeiro Barbosa (São Paulo, 1920 — Rio de Janeiro, 29 de agosto de 2008), mais conhecida como Suely May, foi uma atriz brasileira.
Seu papel mais marcante foi no humorístico Chico City, no qual viveu a personagem Terta, mulher de Pantaleão (Chico Anysio), durante 10 anos.
Sua última participação em televisão foi na telenovela Da Cor do Pecado.